# Jade Windley
Jade Windley (* 22. April 1990 in Lincolnshire) ist eine ehemalige britische Tennisspielerin.

## Karriere
Windley begann mit fünf Jahren mit dem Tennissport und spielt am liebsten auf Hartplätzen. Auf dem ITF Women’s Circuit konnte sie bislang drei Titel im Einzel und 16 im Doppel gewinnen. 
Sie bestritt seit Ende Juli 2014 kein Profiturnier mehr und wird seit Ende 2015 nicht mehr in den Weltranglisten geführt.

## Abschneiden bei Grand-Slam-Turnieren

### Doppel
| Turnier         | 2013 | 2014 | 2015 | Karriere |
| --------------- | ---- | ---- | ---- | -------- |
| Australian Open | —    | —    | —    | —        |
| French Open     | —    | —    | —    | —        |
| Wimbledon       | 1    | —    | —    | 1        |
| US Open         | —    | —    |      | —        |